# Соловьёв, Станислав Викторович
Станислав Викторович Соловьёв (род. 1 января 1991, Свердловск) — российский хоккеист, нападающий.

## Биография
В пять начал заниматься хоккеем в школе «Спартаковец» (Екатеринбург), затем перешёл в школу челябинского «Трактора». Начинал играть в первенстве России в команде первой лиги «Трактор-2», проведя в сезоне 2007/08 один матч. В сезонах 2009/10 — 2010/11 играл за фарм-клуб «Трактора» «Белые медведи» в МХЛ. С сезона 2011/12 выступал за команды Нефтекамска «Торос» (ВХЛ) и Батыр (МХЛ-Б). Вторую половину сезона 2012/13 отыграл за «Сокол» Красноярск. В сезоне
2013/14 выступал за команду чемпионата Казахстана «Алматы». Летом 2014 года находился в команде «Зауралье» Курган, но сезон пропустил. С 17 по 21 сентября 2015 года был в команде «Бейбарыс» Казахстана, но матчей не играл. Провёл сезон 2015/16 за клуб ВХЛ-Б «Славутич», затем играл в ВХЛ за «Ермак» (2016/17) и «Южный Урал» (2017/18 — 2018/19).
Серебряный призёр чемпионата мира среди юниоров 2009.
С ноября 2020 года — тренер в школе «Юность» Лабытнанги.